# Eudule hesperina
Eudule hesperina är en fjärilsart som beskrevs av Hermann Burmeister 1878. Eudule hesperina ingår i släktet Eudule och familjen mätare. Inga underarter finns listade i Catalogue of Life.